# Stellae Trajectio
Stellae Trajectio er den første demo af det svenske melodiske black metal-band Naglfar der blev udgivet i 1994.

## Numre
1. "Intro" – 0:57
2. "Enslave The Astral Fortress" – 5:26
3. "Sunless Dawn" – 5:16
4. "The Eclipse Of Empire Storms" – 4:41
5. "Outro" – 0:34